# Veliki Otok (Chorwacja)
Veliki Otok – wieś w Chorwacji, w żupanii kopriwnicko-kriżewczyńskiej, w gminie Legrad. W 2011 roku liczyła 254 mieszkańców.